# Storia economica dell'Argentina
La storia economica dell'Argentina è una delle più studiate per via del cosiddetto "paradosso argentino", ossia per la sua unica condizione di aver raggiunto alti livelli di sviluppo nel primo Novecento, per poi assistere ad un forte declino economico dalla seconda metà del XX secolo. Dalla sua indipendenza dalla Spagna nel 1816 l'Argentina ha infatti dichiarato default otto volte e ha spesso registrato tassi d'inflazione a doppia cifra che hanno raggiunto anche un incredibile 5000% e che hanno causato la svalutazione della valuta nazionale numerose volte.
L'Argentina possiede un grande potenziale nell'agricoltura essendo dotata di ampi territori di terreno fertile. Tra il 1860 e il 1930 lo sfruttamento della ricca terra della pampa è stata il principale motore economico del paese. Durante i primi decenni del XX secolo l'Argentina superava Canada e Australia per popolazione, reddito totale e pro capite. Nel 1913 il paese era il decimo al mondo per reddito pro capite.
A partire dagli anni 30, tuttavia, l'economia argentina iniziò a mostrare segni di peggioramento. Il fattore che più contribuì a questo declino fu senza dubbio l'instabilità politica: nel 1930, infatti, una giunta militare prese il potere, mettendo fine a sette decenni di governo costituzionale e civile. In termini macroeconomici, l'Argentina era uno dei paesi più stabili e conservatori al mondo fino alla Grande Depressione, in seguito alla quale divenne uno dei più instabili. Nonostante questo, fino al 1962 il PIL pro capite argentino rimase più elevato di quello austriaco, italiano, giapponese e spagnolo. I governi che si succedettero dagli anni 30 agli anni 70 perseguirono una strategia di sostituzione alle importazioni per conseguire l'autosufficienza industriale, ma questo distolse gli investimenti dall'agricoltura, che si contrasse notevolmente.
L'era della lotta alle importazioni terminò nel 1976, ma allo stesso tempo la crescente spesa del governo, l'eccessivo incremento dei salari e una produzione inefficiente causarono un'inflazione galoppante che aumentò per tutti gli anni 80. Anche le misure prese durante l'ultima dittatura contribuirono all'enorme debito pubblico accumulato negli ultimi anni 80 e che all'epoca era equivalente al 75% del prodotto interno lordo.
Nei primi anni 90 il governo cercò di frenare l'inflazione agganciando il peso al dollaro statunitense e privatizzando numerose aziende statali e utilizzando parte dei ricavati per ridurre il debito pubblico. Tuttavia, una grande recessione che culminò con un default colpì il paese alla svolta del XXI secolo, e il governo fu nuovamente costretto a svalutare il peso. Nel 2005 l'economia si era in parte ripresa, ma una sentenza giudiziaria avente a che fare con la precedente crisi portò l'Argentina ad un nuovo default nel 2014.

## Economia coloniale

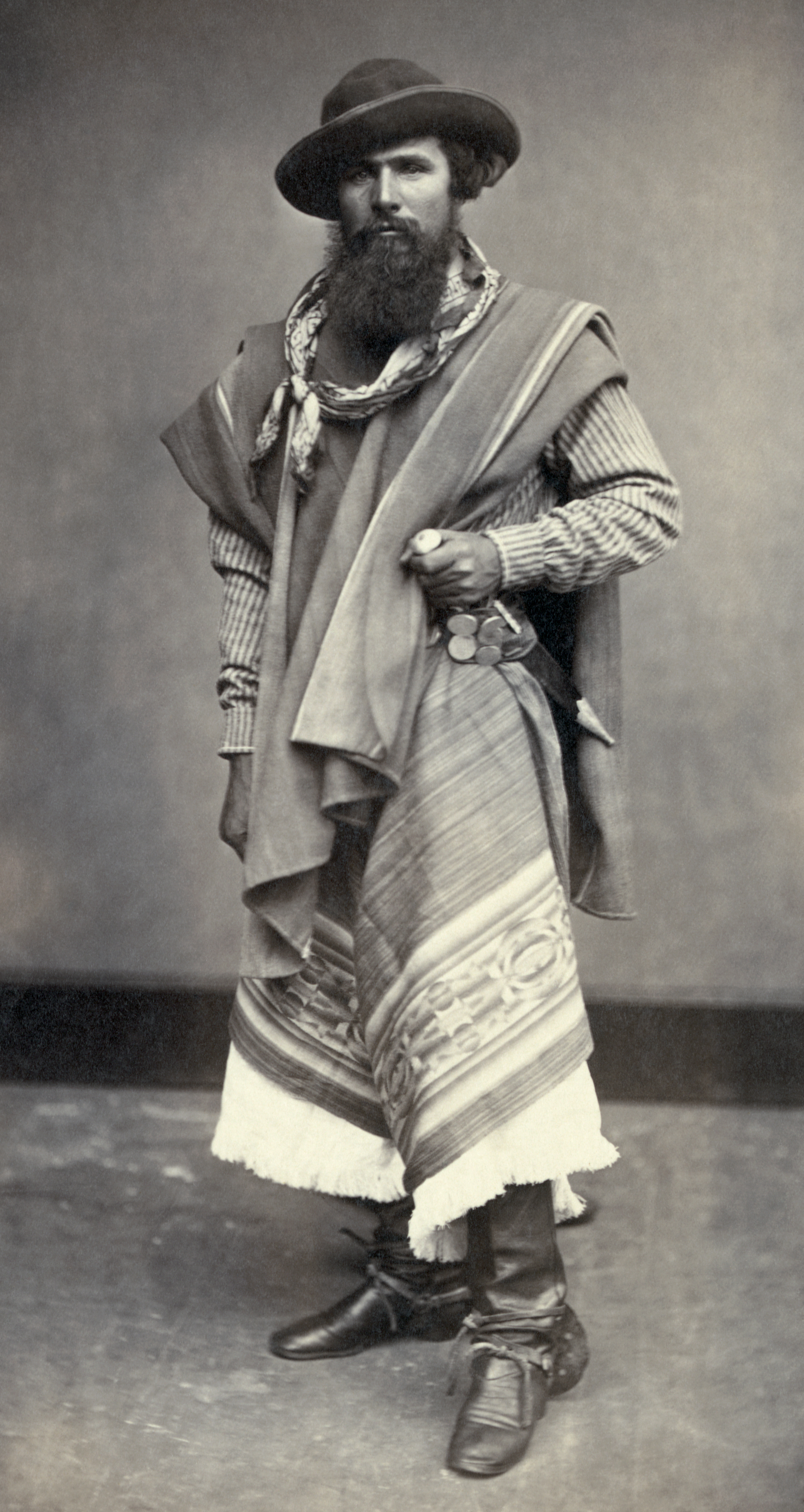
Fotografia del 1868 di un gaucho argentino

Durante il periodo coloniale quella che oggi è l'Argentina offriva meno vantaggi economici rispetto ad altre parti dell'Impero spagnolo come il Messico o il Perù, motivo per cui essa rimase essenzialmente periferica nel panorama dell'economia coloniale spagnola. Mancava infatti di depositi di oro o di altri metalli preziosi e non ospitava popoli da sottoporre al sistema dell'encomienda.
Solamente due terzi dell'attuale territorio argentino vennero occupati durante il periodo coloniale: la Patagonia, infatti, caratterizzata da condizioni ambientali avverse, non venne colonizzata. Ancora oggi questa è l'area meno densamente popolata del Paese. I prodotti agricoli e d'allevamento erano principalmente consumati dai produttori stessi, o comunque all'interno del ristretto mercato locale, ed entrarono nella rete del commercio internazionale solamente alla fine del XVIII secolo. Il periodo compreso tra il XVI e il XVIII secolo fu infatti caratterizzato dalla coesistenza di diverse economie di sussistenza di livello regionale e separate tra loro data la mancanza di strade e comunicazioni marittime e fluviali sviluppate. La situazione cambiò verso la fine del XVIII secolo, epoca in cui nacque una significativa economia nazionale caratterizzata da un mercato comune cui partecipavano le diverse regioni che la componevano.